# Ray Næssén
Ray Næssén, född den 4 januari 1950 i Varberg, död den 26 december 2004 i Khao Lak, Thailand, var en svensk musiker, dirigent och tonsättare. Huvudinstrumentet var fagott, men han trakterade ett flertal instrument och kan med rätta kallas multiinstrumentalist.
Ray blev tillsammans med sin sambo Ingela Stokes offer för den tsunamikatastrof, som drabbade Sydostasien annandag jul 2004.  
I april 1999 skriver Ray:" . . . Jag har studerat musik på heltid i Sverige och Köpenhamn i tio år. Jag har därefter arbetat som fagottist vid länsmusiken på Gotland i tre år och är sedan 11 år pedagog vid musikskolan på Gotland. Har spelat och spelar de flesta instrument. Är även verksam som dirigent för Gotlands kammarorkester sedan åtta år." 
Ray Næssén började komponera omkring 1991 och har skrivit ett flertal verk - se extern länk. 1997 invaldes han i 'Föreningen Svenska Tonsättare' (FST). Själv betraktade han sig dock i första hand som musiker och dirigent. 
Allt började i hemstaden Varberg 1969 med gruppen Marsha's Mood Blues Band, där Ray trakterade gitarr och elbas. Rays yngre syster Ann (musiklärare och klarinettist) berättar: 
”Nästan samtidigt började han spela fiol på den kommunala musikskolan. Åkte till Göteborg och tog privatlektioner på kontrabas och fagott. Vid den tiden kom en mycket skicklig musiker och pedagog till musikskolan – Lars Schöning.  . . . Han satte ihop små ensembler och repeterade med oss elever, även på söndagar! Vi fick till och med en egen nyckel till musikskolan.  . . . Så bildades vår första blåskvintett.”
Flera av hans verk har spelats in på CD. Vid Deutsche Oper i Berlin representerade han Sverige i samband med en nordisk konsertserie, där hans 'Omnia medun porto mea’ uruppfördes den 18 januari 2001.